# Георгий (Орлов)
Архиепи́скоп Гео́ргий (в миру Гео́ргий Полика́рпович Орло́в; 1840, Пензенская губерния — 11 [24] июня 1912, Ялта, Таврическая губерния) — епископ Русской православной церкви, архиепископ Астраханский и Енотаевский.

## Биография
Родился в 1840 году в селе Подхватиловка (Нижнеломовский уезд Пензенской губернии). Чрезвычайная бедность семейства вынудила их в мае 1858 года искать счастье в Сибири. Отцу будущего епископа, диакону Поликарпу Орлову епископом Парфением (Поповым) дано было дьяконское место в селе Краснояре, что на Иртыше.
Первоначальное образование Георгий получил в Нижне-Ломовском духовном училище, а после переезда семьи, в том же 1858 году поступил в Тобольскую духовную семинарию. В следующем, 1859 году была открыта Томская духовная семинария, куда и перевёлся семинарист Георгий Орлов. В 1860 году он окончил семинарию со степенью студента и 12 марта 1861 года был рукоположен во священника.
В 1866 году овдовел. Спустя два года, 18 июня 1868 года был переведён служить в Томский кафедральный собор.
В 1870 году поступил в Московскую духовную академию, которую закончил в 1874 году со степенью кандидата богословия за сочинение «О распространении христианства в Сибири в XVII веке» и был определён учителем Томской духовной семинарии, где находился до 1881 года, когда 17 октября был назначен инспектором Благовещенской духовной семинарии. Здесь он был возведён в сан протоиерея 2 марта 1883 года, а с 25 июня 1885 года стал ректором семинарии.
6 апреля 1889 года пострижен в монашество и возведен в сан архимандрита.
24 января 1893 года в Вознесенском Иннокентьевском монастыре Иркутска он был хиротонисан во епископа Селенгинского, первого викария Иркутской епархии.
С 12 марта 1894 года — епископ новообразованной Забайкальской и Нерченской епархии. В том же году в Чите организовал духовную консисторию, в 1895 году — епархиальное женское училище, приобрел место для духовной семинарии.
С 27 сентября 1898 года — епископ Тамбовский и Шацкий.
Состоял почетным членом губернской учёной архивной комиссии.
С 27 апреля 1902 года — епископ Астраханский и Енотаевский.
Во время русско-японской войны 1904—1905 годов активно помогал Обществу Красного Креста в сборе пожертвований для раненых и больных воинов.
По случаю пятидесятилетия пастырского служения. 1 апреля 1911 года был возведён в сан архиепископа.
Из-за болезни он уже в январе 1912 года не мог совершать божественных литургий, ограничившись только совершением всенощных бдений и молебнов.
В начале мая 1912 года он получил отпуск в Крым. Скончался 11 июня 1912 года в Ялте. Исторический вестник сообщал: "10 июня в Ялте на временном отдыхе неожиданно скончался преосвященный Георгий… ".